# Lunafly
Lunafly (em coreano:  루나플라이) é uma boy band sul-coreana formada pela Nega Network. É composta por três membros: Sam (líder), Teo e Yun. O trio debutou com o álbum Super Hero, pelo iTunes no dia 06 de setembro. Eles estrearam oficialmente em 27 de setembro de 2012, com a canção "How Nice Would It Be".
No dia 03 de Abril foi lançado seu primeiro album de estúdio intitulado "Fly To Love" com dois cds,um em coreano e um em inglês. Seus fãs são chamados Lukies que significa "Lunafly Kingdom is Eternal" (O reino de Lunafly é eterno).
Para os meninos eles não podem ser classificados em nenhum tipo, porque eles são diferentes dos grupos de dança, e também não são uma com banda, com bateria, baixo e outros instrumentos. Então eles acreditam que não fazem parte de um tipo. 

## Origem do nome: Lunafly
'Luna' significa lua em latim. Quando os meninos estavam olhando para a lua após praticar, todos perceberam ter diferentes sentimentos e emoções. Por exemplo, sentir-se triste, solitário ou animado. Lunafly gostaríamos de ser uma banda como essa, que transmite todas as emoções diferentes e sentimentos através de suas músicas.
O significado por trás do nome "LUNAFLY" é: tudo é possível.
Segundo o Lider Sam o nome Lunafly que teria o significado de "Voe para a Lua" é uma mensagem para que as pessoas nunca desistam de seus sonhos afinal voar para lua uma vez foi o grande sonho da humanidade.

## Integrantes
- Sam Carter - vocal e guitarra
- Yun - guitarra
- Jin - bateria

## Discografia
| Ano  | Detalhes do álbum | Melhores posições nas paradas | Lista de faixas   |
| Ano  | Detalhes do álbum | KOR                           | Lista de faixas   |
| ---- | --- | ----------------------------- | ----------------- |
| 2013 | "Fly To Love" - Lançamento: 3 de abril de 2013 - Idioma: Coreano - Gravadora: Nega Network - Formatos: CD, download digital | -                             | Predefinição:Kpop |

| Ano  | Detalhes do álbum | Melhores posições nas paradas | Lista de faixas |
| Ano  | Detalhes do álbum | KOR                           | Lista de faixas |
| ---- | --- | ----------------------------- | --- |
| 2012 | "How Nice Would It Be" - Lançamento: 27 de setembro de 2012 - Idioma: Coreano - Gravadora: Nega Network - Formatos: CD, download digital | -                             | 1. 얼마나 좋을까 (How Nice Would It Be) 2. 니 이름이 뭐니? (What’s Your Name?) 3. One More Step                                         |
| 2012 | "Clear Day, Cloudy Day" - Lançamento: 5 de dezembro de 2012 - Idioma: Coreano - Gravadora: Nega Network - Formatos: CD, download digital | -                             | 1. Clear day Cloudy day 2. Seeing You or Missing You 3. Clear day Cloudy day (Instrumental) 4. Seeing You or Missing You (Instrumental) |
| 2013 | "여우야 (Yeowooya)（Hey Fox）" - Lançamento: 5 de agosto de 2013 - Idioma: Coreano - Gravadora: Nega Network - Formato: download digital | -                             | 1. 여우야 (Yeowooya)（Hey Fox 2. 여우야 (Yeowooya)(Inst.)（Hey Fox）(Instrumental)                                                      |
| 2013 | "Stardust" - Lançamento: 26 de agosto de 2013 - Idioma: Coreano - Gravadora: Nega Network - Formato: download digital                    | -                             | 1. Stardust 2. Stardust (Instrumental) 1. - «Nega Network» (em coreano). Página oficial - Lunafly no Facebook - Lunafly no X            |